# پیپت پیچورا
پیپت پچورا (نام علمی: Anthus gustavi) نام یک گونه از سرده پیپت است.
- پچورا نام شهری در مرکز روسیه است اما نام این گونه به رودخانه پچورا در کامچاتکا، شرق روسیه نسبت داده شده است.